# Центральный научно-исследовательский институт бумаги
Центральный научно-исследовательский институт бумаги — независимый испытательный центр целлюлозно-бумажной продукции и обоев. Занимается научными исследованиями, разработками и внедрением новых технологий на предприятиях выпускающих целлюлозно-бумажную продукцию. Владеет множеством патентов. Является разработчиком профильных межгосударственных стандартов — ГОСТов и стандартов РФ.

## История
Учреждение основано в ноябре 1918 года как Московская Государственная бумажная испытательная станция. В 1928 году основан Всесоюзный научно-исследовательский институт древесины (ВНИИД), в который испытательная станция вошла как структурное подразделение — отдел бумаги. На базе отдела в Ленинграде в 1930 году образован Центральный научно-исследовательский институт целлюлозно-бумажной промышленности (ЦНИИБ), московская бумажная испытательная станция в 1933 году получила статус Центральной контрольно-аналитической лаборатории ЦНИИБ, а с 1944 года приказом Наркомата целлюлозной и бумажной промышленности СССР от 5 декабря 1942 лаборатория преобразована в Московский филиал института.
В 1941—1943 филиал находился в эвакуации в городе Краснокамске Молотовской области.
В послевоенные годы официальное название института и, соответственно, московского филиала изменялось несколько раз: филиал ЦНИИ бумаги (1950—1955), филиал ЦНИИ целлюлозы и бумаги (1956), филиал ЦНИИ целлюлозной и бумажной промышленности (1957—1959), филиал Всесоюзного научно-исследовательского института целлюлозной и бумажной промышленности (ВНИИБ) (1960—1964).
10 декабря 1964 Приказом Госплана СССР филиал реорганизован в самостоятельное учреждение под названием Центральный научно-исследовательский институт бумаги (ЦНИИБ). Головной институт в Ленинграде сохранил название ВНИИ целлюлозно-бумажной промышленности (ВНИИБ).
В 1994 году институт стал акционерным обществом, 60 % акций которого принадлежало государству, а остальными 40 % владели сотрудники, в том числе бывшие.
В 2016 году госпакет акций был выставлен на торги. Новым его собственником стало ООО «Научно-исследовательский центр „Целлюлоза“». Как сообщает официальный сайт ЦНИИБ, институт продолжает заниматься профильной работой.

## Основные виды деятельности
- разрабатывает научно-технические прогнозы развития лесного комплекса, обоснования инвестиций в модернизацию и строительство новых предприятий;
- разрабатывает новые, экологически безопасные способы варки целлюлозы;
- проводит разработки в области вспомогательных веществ для ЦБП; анализ и контроль качества продукции, метрологическое обеспечение производства.
- создаёт ресурсосберегающие технологие производства волокнистых полуфабрикатов высокого выхода;
- проводит исследования и разработки в области производства широкого ассортимента бумаг и фильтрующих материалов, а также материалов санитарно-гигиенического назначения;